# Nakajima B5N
Nakajima B5N (japanski 中島 B5N, saveznički naziv: "Kate") je bio standardni torpedni bombarder Japanske carske mornarice (IJN) tijekom većeg dijela Drugog svjetskog rata.
Iako je B5N bio znatno brži i napredniji zrakoplov u odnosu na tadašnje usporedne savezničke zrakoplove TBD Devastator i Fairey Swordfish, ipak je već 1941. godine i on bio blizu zastarjelosti. Usprkos tome B5N je sudjelovao u operacijama tijekom cijelog rata, uglavnom zbog kašnjenja razvoja njegova nasljednika Nakajima B6N. U ranim fazama rata na Pacifiku, B5N je vođen iskusnim posadama i u koordiniranim napadima s drugim vrstama zrakoplova, stekao određeni uspjeh u napadu na Pearl Harbor, u bitci na Koraljnom moru, bitci za Midway, i u bitci kod otočja Santa Cruz.
Iako mu je primarna namjena bila djelovanje s nosača zrakoplova, također je povremeno djelovao i s kopna. Posadu su činila 3 člana: pilot, navigator/bombarder/osmatrač i radist/strijelac.

## Dizajn i razvoj
B5N je dizajnirao tim kojeg je predvodio Katsuji Nakamura, a koji je okupljen 1935. godine u skladu s novim zahtjevom mornarice vezanim za razvoj novog torpednog bombardera koji je trebao zamijeniti zastarjeli Yokosuka B4Y. U početku označen kao Type K od Nakajime, uspješno se natjecao sa zrakoplovom Mitsubishi B5M za dobivanje proizvodnog ugovora. Prvi prototip je poletio u siječnju 1937. godine i ubrzo nakon toga je naručena proizvodnja istoga pod novim nazivom Type 97 Carrier Attack Bomber (kanjō kōgekiki ili skraćeno kankō  九七式艦上攻撃機).
B5N je ubrzo ušao u borbe i to prvo u Drugom kinesko-japanskom ratu, gdje su prva borbena iskustva otkrila neke slabosti originalne B5N1 inačice. Prvenstveno se radilo o nedostatnoj zaštiti njegove posade i spremnika za gorivo. Želeći održati visoke performanse zrakoplova, mornarica nije željela da se zrakoplov dodatno opterećuje dodavanjem oklopa, zadržavajući bržu verziju zrakoplova. B5N2 inačica je imala mnogo snažniji motor, i načinjene su mnoge preinake kako bi ga pojednostavile. Iako su mu performanse bile tek nešto bolje, a slabosti su ostale iste, ova inačica je ipak zamijenila B5N1 u proizvodnji i službi od 1939. godine. Ova inačica je sudjelovala u napadu na Pearl Harbor. Osim toga najveći uspjesi B5N2 su bili ti što su odigrali ključnu ulogu u potapanju američkih nosača USS Yorktown (CV-5), USS Lexington (CV-2) i USS Hornet (CV-8).
B5N je poslužio kao polazna točka pri dizajniranju svog nasljednika Nakajima B6N, koji ga je naposljetku i zamijenio na prvim borbenim linijama. Nakon toga B5N je nastavio obnašati dužnosti u sekundarnim ulogama poput obuke pilota i posada ili za vuču meta ili za protupodmorničko ratovanje.  Neki od tih zrakoplova za protupodmorničko djelovanje su čak bili opremljeni ranim verzijama radara i detektorima magnetskih anomalija. B5N su također obnašali ulogu bombardera tijekom neuspješne obrane filipina u listopadu 1944. godine. U kasnim fazama rata su čak upotrebljavani i za napade kamikaza.
Sveukupno je proizvedeno oko 1150 primjeraka, no niti jedan nije uspio ostati sačuvan. Velik broj B5N2 je s pokupljeno s otočja Kuril od strane privatnog britanskog kolekcionara 2003. godine. Za potrebe filmova poput Tora! Tora! Tora! napravljeno je nekoliko replika iz američkih BT-13 Valiant zrakoplova za obuku, koji su kasnije korišteni i na mnogim zračnim mitinzima.

## Inačice
- Type K - prototip.
- B5N1 – prvi proizvodni model.
- B5N1-K – inačica za obuku.
- B5N2 – naprednija inačica.

## Korisnici
- Japan

## Tehničke karakteristike (Nakajima B5N2)
Izvori podataka: Japanese Aircraft of the Pacific War 
Osnovne karakteristike
- posada: 3
- dužina: 10,30 m
- raspon krila: 15,52 m
- površina krila: 37,7 m2
- visina: 3,70 m

Letne karakteristike
- najveća brzina: 378 km/h
- dolet: 1.992 km
- brzina penjanja: 6,5 m/s
- najveća visina leta: 8.260 m
- specifično opterećenje krila: 101 kg/m 2
- motor: 1× Nakajima NK1B Sakae 11, zvjezdasti motor
  - propeler: 1

Naoružanje
- naoružanje: 1 × 7,7 mm strojnica „Type 92“ straga (određeni broj B5N1 je bio opremljen s 2 × 7,7 strojnicom „Type 97“ u krilima), 1 × 800 kg „Type 91“ torpedo ili 1x 800kg bomba ili 3 × 250 kg ili 6 × 132 kg bombi.

## Vanjske poveznice
- Pictorial of B5N in multiplayer air-combat simulation of Battle of Coral Sea.